# Emiliano Morales
Emiliano Morales Muñoz (Alcázar de San Juan, 3 aprile 1976) è un ex cestista spagnolo.
Alto 202 cm per 113 kg, giocava come ala grande.

## Carriera
Ha giocato per un biennio in Serie A2 italiana e vari anni nella massima serie portoghese, prima di tornare in patria con la squadra di Gandia.